# Валуевка (Ростовская область)
Валу́евка — село в Ремонтненском районе Ростовской области. Административный центр Валуевского сельского поселения.

## Название
Первоначально село называлось Хумбута. Видимо, до появления села существовало стойбище, калмыцкое или монгольское, протекала небольшая речушка, а сейчас там просто балка с названием Сухая Хумбута (балка расположена в нескольких километрах к северу от села). Существует мнение, что современное название села происходит от фамилии некого богача Валуева.

## История
Дата основания не установлена. Предположительно село основано в конце XVIII века. К середине XIX века Валуевка была единственным крупным селом на тракте Царицын — Кавказ. Регулярно проводились ярмарки скота. В 1850-х годах была построена церковь. Согласно сведениям, содержащимся в Памятной книжке Астраханской губернии на 1905 год, село Валуевка относилось к Ремонтинской волости Черноярского уезда Астраханской губернии, в селе имелось 357 дворов, проживало 2020 жителей К 1914 году село стало центром отдельной Валуевской волости. По состоянию на 1914 года в селе Валуевке имелось 430 дворов, проживало 1692 души мужского и 1697 женского пола, за селом было закреплено 11940 десятин удобной и 11896 неудобной земли. В 1919 году в составе Черноярского уезда село было включено в состав Царицынской губернии (с 1925 года — Сталинградской губернии, с 1928 года — Нижне-Волжского края, с 1934 года — Сталинградского края).
Большой урон селу был нанесён в годы Гражданской войны. Большие, красивые дома сельчан были конфискованы. Их превратили в склады, и они быстро разрушились. В 1920 году село было включено в состав Калмыцкой АО. С 1921 по 1925 года входило в состав Ремотненского уезда Калмыцкой АО. В 1925 году село было передано в состав Сальского округа Северо-Кавказского края.
В 1929 году началась кампания по раскулачиванию. Многих крепких хозяев раскулачили, выслали. В январе 1930 года было создано 2 колхоза — 9 января 1905 года и «Красный боец». В годы Великой Отечественной войны более 300 валуевцев ушли на фронт, 168 из них не вернулись.
До 1920 года — село входило в состав Астраханской губернии. С 1921 года — в составе Ремонтненского уезда Калмыцкой автономной области. С 1926 года — в составе Ремонтненского района Сальского округа Северо-Кавказского края (с 1930 года — район в непосредственном подчинении края), с 1934 года — Азово-Черноморского края, с 1937 года — Ростовской области

## География
Село Валуевка расположено на северо-востоке Ремонтненского района в верховьях балки Солёнка. Село пересекает автодорога Заветное — Ремонтное. Расстояние до районного центра (с. Ремонтное) — 16 км.

### Улицы
- ул. 40 лет Победы,
- ул. Восточная,
- ул. Горяинова,
- ул. Заречная,
- ул. Мира,
- ул. Степная,
- пер. Школьный.

## Население
Динамика численности населения
| 1897 | 1900 | 1905 | 1914 |
| ---- | ---- | ---- | ---- |
| 1949 | 2188 | 2020 | 3389 |

| 2010 |
| ---- |
| 850  |